# Yemen en los Juegos Olímpicos de Atenas 2004
Yemen estuvo representado en los Juegos Olímpicos de Atenas 2004 por tres deportistas masculinos que compitieron en tres deportes.
El portador de la bandera en la ceremonia de apertura fue el practicante de taekwondo Akram Al-Nur. El equipo olímpico yemení no obtuvo ninguna medalla en estos Juegos.